# Liste der Biografien/Schem
Liste der Biografien |
Portal Biografien |
Personensuche
# |
A |
B |
C |
D |
E |
F |
G |
H |
I |
J |
K |
L |
M |
N |
O |
P |
Q |
R |
S |
T |
U |
V |
W |
X |
Y |
Z |
?
 
Sa |
Sb |
Sc |
Sd |
Se |
Sf |
Sg |
Sh |
Si |
Sj |
Sk |
Sl |
Sm |
Sn |
So |
Sp |
Sq |
Sr |
Ss |
St |
Su |
Sv |
Sw |
Sy |
Sz
 
Sca–Sce |
Sch |
Sci–Scz
 
Scha |
Schc |
Schd |
Sche |
Schg |
Schi |
Schj |
Schk |
Schl |
Schm |
Schn |
Scho |
Schp |
Schr |
Schs |
Scht |
Schu |
Schv |
Schw |
Schy
 
Scheb |
Schec |
Sched |
Schee |
Schef |
Scheg |
Scheh |
Schei |
Schej |
Schek |
Schel |
Schem |
Schen |
Schep |
Scher |
Sches |
Schet |
Scheu |
Schev |
Schew |
Schex |
Schey
Die Liste der Biografien führt alle Personen auf, die in der deutschsprachigen Wikipedia einen Artikel haben. Dieses ist eine Teilliste mit 78 Einträgen von Personen, deren Namen mit den Buchstaben „Schem“ beginnt.

## Schem
- Schem Tov ibn Falaquera (* 1225), spanischer Philosoph und Dichter
- Schem-Tow, Viktor (1915–2014), israelischer Politiker

### Schema
- Schemai, altägyptischer Wesir
- Schemainda, Rudolf (1921–1987), deutscher Naturwissenschaftler und Ozeanograph
- Schemajewa, Jelena Wiktorowna (* 1971), russische Säbelfechterin
- Schemaletdinow, Rifat Maratowitsch (* 1996), russischer Fußballspieler
- Schemann, Hans (* 1936), deutscher Romanist
- Schemann, Ludwig (1852–1938), deutscher Übersetzer und Rassenforscher
- Schemansky, Norbert (1924–2016), US-amerikanischer Gewichtheber

### Schemb
- Schember, Conrad (1811–1891), deutsch-österreichischer Industrieller
- Schember, Karl August (1838–1917), österreichischer Industrieller
- Schembera, Robin (* 1988), deutscher Mittelstreckenläufer
- Schembor, Otto (1880–1938), deutscher Politiker (SPD, ASPD), MdL
- Schembri Orland, Lorraine (* 1959), maltesische Juristin und Richterin am Europäischen Gerichtshof für Menschenrechte
- Schembri, André (* 1986), maltesischer Fußballspieler
- Schembri, Edwin (1929–2009), maltesischer Fußballspieler
- Schembri, Keith (* 1975), maltesischer Politiker und Unternehmer
- Schembs, Hans-Otto (* 1942), deutscher Chronist und Stadthistoriker
- Schembs, Walter (* 1956), deutscher Bildhauer

### Scheme
- Schemeit, Rainer (* 1956), Bogenschützen-Trainer im Behindertensport
- Schemel, Adolf (1880–1961), österreichischer Jurist und Politiker, Landtagsabgeordneter
- Schemel, Hans-Joachim (* 1945), deutscher Landschaftsökologe und Stadtplaner
- Schemel, Walter (1923–2004), deutscher Fußballspieler
- Schemelin, Denis (* 1978), kasachischer Eishockeyspieler
- Schemelli, Georg Christian († 1762), deutscher Kantor und Verfasser eines Gesangbuches, an dem auch Johann Sebastian Bach mitarbeitete
- Schemer, Naomi (1930–2004), israelische Sängerin und SongwriterinNaomi Schemer (1930–2004)

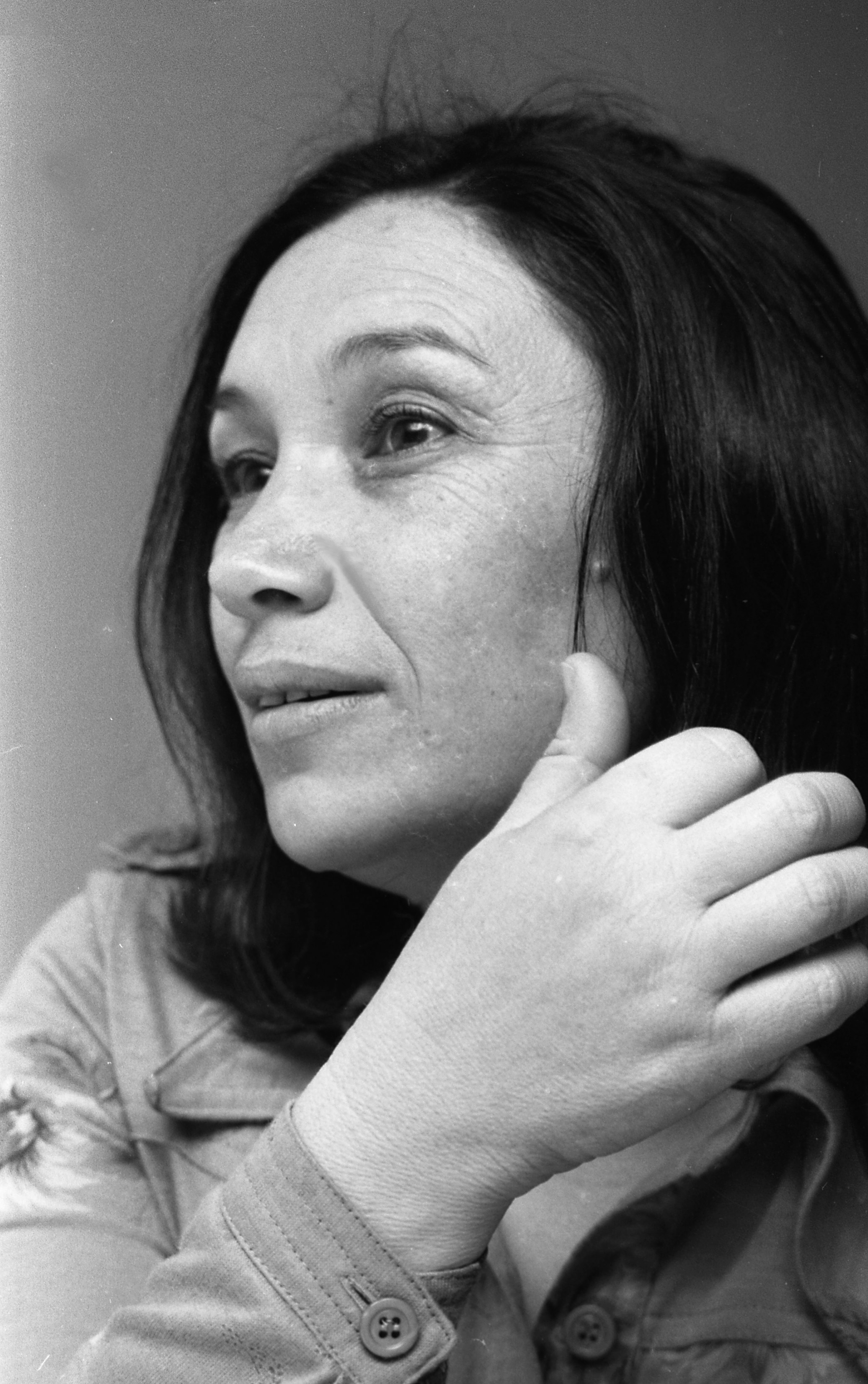
Naomi Schemer (1930–2004)

- Schemer, Stefan (1928–2017), österreichischer Politiker (SPÖ), Landtagsabgeordneter, Abgeordneter zum Nationalrat
- Schemerl von Leythenbach, Joseph († 1844), österreichischer Architekt und Wasserbauingenieur
- Schemet, Wolodymyr (1873–1933), ukrainischer Journalist, Philologe und Politiker

### Schemi
- Schemidt, Ronaldo (* 1971), venezolanischer Fotograf
- Scheminzky, Ferdinand (1899–1973), österreichischer Physiologe und Balneologe
- Schemion, Ole (* 1992), deutscher Pokerspieler

### Schemj
- Schemjakin, Jewgeni Iwanowitsch (1929–2009), russischer Physiker und Hochschullehrer
- Schemjakin, Michail Michailowitsch (* 1943), sowjetisch-französisch-US-amerikanisch-russischer Bildhauer und Regisseur
- Schemjakina, Jana (* 1986), ukrainische Degenfechterin und Olympiasiegerin
- Schemjakina, Tatjana Alexandrowna (* 1987), russische Geherin

### Schemk
- Schemke, Michael (* 1961), deutscher Polizeibeamter, Inspekteur der Polizei (NRW)
- Schemken, Heinz (1935–2021), deutscher Politiker (CDU), MdB

### Schemm
- Schemm, Hans (1891–1935), deutscher Politiker (NSDAP), MdR, GauleiterHans Schemm (1891–1935)

Hans Schemm (1891–1935)

- Schemm, Hans (1910–1998), deutscher Politiker (FDP), MdL Bayern
- Schemm, Kristin vom (* 1998), deutsche Volleyballspielerin
- Schemm, Martin (* 1964), deutscher Autor
- Schemm, Otto (1920–1996), oberfränkischer Mundartschriftsteller
- Schemm-Gregory, Mena (1976–2013), deutsche Paläontologin
- Schemmann, Emil (1841–1916), Hütteningenieur und Direktor eines Drahtwerkes.
- Schemmann, Hermann (1842–1910), deutscher Kaufmann und Politiker, MdHB, Senator
- Schemmann, Jörg (* 1959), deutscher Maler und Zeichner
- Schemmann, Michael (* 1970), deutscher Erziehungswissenschaftler
- Schemmann, Nadine (* 1977), deutsche Illustratorin und Designerin
- Schemmel, Alfred (1900–1942), deutscher Kapitän zur See der Kriegsmarine
- Schemmel, Alfred (1905–1987), deutscher SS-Hauptsturmführer, Pfarrer, Lehrer
- Schemmel, Anton (1818–1866), deutscher Verwaltungsbeamter
- Schemmel, Bernhard (* 1940), deutscher Germanist, Volkskundler und Bibliothekar
- Schemmel, Emil (1887–1945), deutscher Kommunist, Gewerkschafter, Widerstandskämpfer
- Schemmel, Herbert (1914–2003), deutscher Verfolgter des NS-Regimes, Lagerschreiber im KZ Neuengamme
- Schemmel, Marc (* 1975), deutscher Politiker (SPD), MdHB
- Schemmel, Matthias (* 1969), deutscher Historiker
- Schemmel, Sébastien (* 1975), französischer Fußballspieler
- Schemmel, Torsten (* 1979), deutscher Theater- und Filmschauspieler
- Schemmel, Volker (1942–2022), deutscher Politiker (SPD), MdV, MdL, MdB
- Schemmel, Wilhelm (1839–1909), lippischer Landtagsabgeordneter
- Schemmer, Bernhard (* 1950), deutscher Politiker (CDU), MdL
- Schemmer, Franz (* 1960), deutscher Jurist
- Schemmerling, Günter (1925–2022), deutscher Fußballspieler

### Schemp
- Schemper-Sparholz, Ingeborg (* 1952), österreichische Kunsthistorikerin
- Schempershauwe, Stefan (* 1977), deutscher Fußballschiedsrichter
- Schempf, Weston, US-amerikanischer Cyclocrossfahrer
- Schempp, Honest (1932–2019), deutscher Kunstmaler und Autor
- Schempp, Johannes (1880–1955), deutscher freikirchlicher Pastor
- Schempp, Martin (1905–1984), deutscher Segelflugzeug-Pionier
- Schempp, Paul (1900–1959), evangelisch-lutherischer Pastor, Religionslehrer und Theologieprofessor
- Schempp, Simon (* 1988), deutscher BiathletSimon Schempp (* 1988)

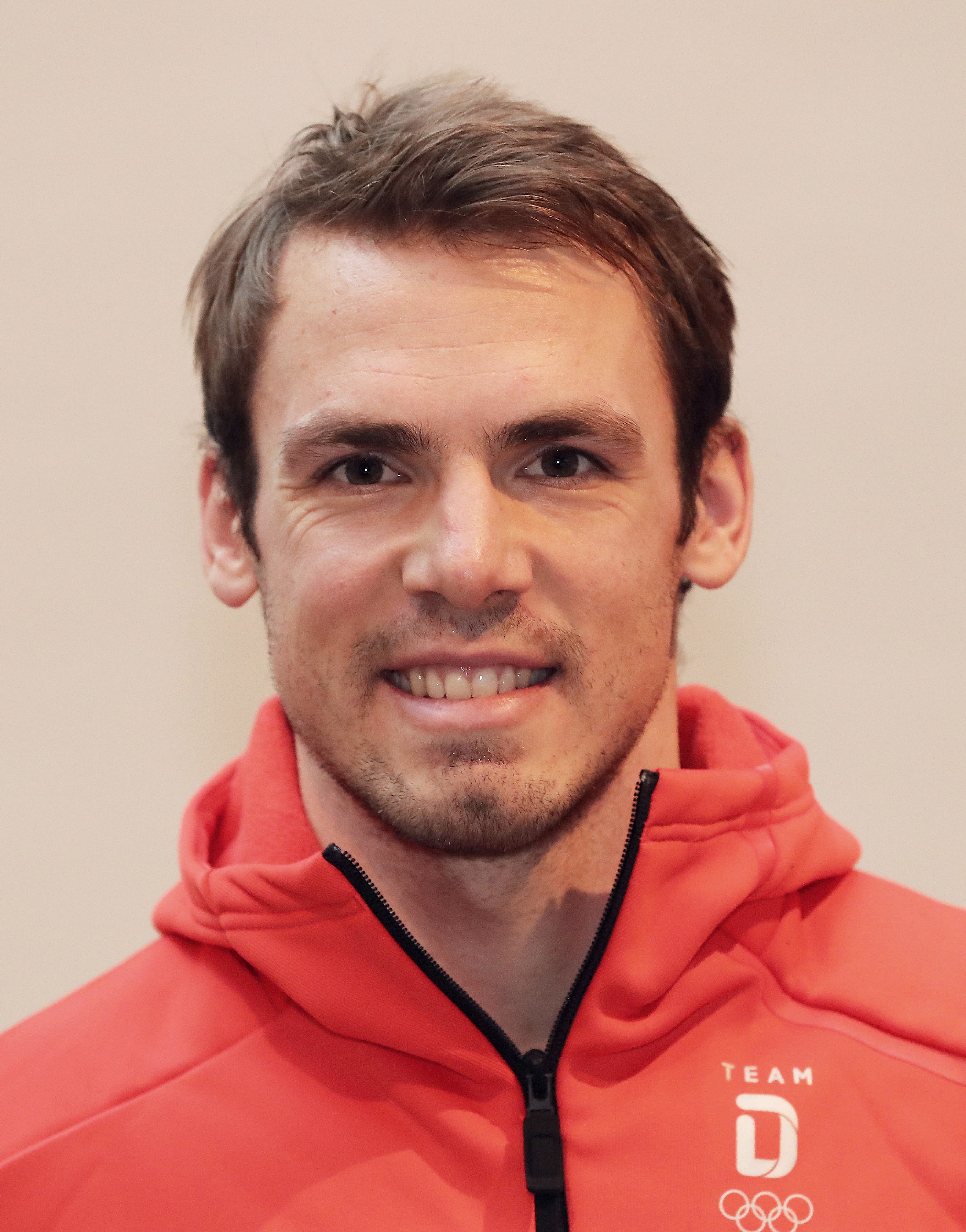
Simon Schempp (* 1988)

- Schempp, Susanne (* 1958), deutsche Gospel-, Jazz- und Popsängerin, Songwriterin, Chorleiterin, Gesangspädagogin

### Schemt
- Schemtow ibn Schaprut, spanisch-jüdischer Gelehrter
- Schemtschugowa, Praskowja Iwanowna (1768–1803), russische Schauspielerin und Sopranistin
- Schemtschuschina, Polina Semjonowna (1897–1970), sowjetische Politikerin
- Schemtschuschnikow, Lew Michailowitsch (1828–1912), russischer und ukrainischer Maler und Memoirenschreiber

### Schemu
- Schemua, Blasius von (1856–1920), österreichischer General im Ersten Weltkrieg